# Game Over (boek)
Game Over is een Nederlands boek van Jasper Boks uit 2019. In dat jaar stopte Raymond van Barneveld als professioneel darter. In het boek wordt Barney gevolgd in het voorlopig laatste jaar van zijn carrière.

## Inhoud
De man die schuilgaat achter Barney is een depressieve, onzekere man. Van Barnevelds laatste wereldtitel dateert van 2007 en zijn laatste grote individuele prijs van 2014. Winnen is niet meer vanzelfsprekend. Er is veel veranderd: hij is opa, heeft suikerziekte en is de underdog. Daarbij komen overvallers die het hebben voorzien op zijn woning én een scheiding.

De drang om de beste te willen zijn en de pijn van een nederlaag zijn echter gebleven.
Jarenlang heeft hij alles geprobeerd om de tijd terug te draaien, maar hij kwam tot het besef dat het een onbegonnen strijd is. Eind 2019 stopte hij als professioneel darter.

## Andere verschijningsvormen
- Het boek verscheen ook als E-book.
- Op YouTube en Spotify is het gratis te beluisteren als luisterboek.

## Opmerkingen
- In 2021 keerde van Barneveld terug als professioneel darter.[3]